# Ed Stewart
Edward Stewart Mainwaring (23 de abril de 1941 – 9 de janeiro de 2016), conhecido como Ed "Stewpot" Stewart, foi um radiodifusor inglês. Ele ficou conhecido principalmente por seu trabalho na BBC Radio 1 (particularmente no sábado de manhã no Junior Choice), na BBC Radio 2 e como um apresentador de Top of the Pops e Crackerjack na BBC Television.

## Biografia

### Início da vida e carreira
Stewart nasceu em Edward Stewart Mainwaring, filho de um advogado do Treasury Solicitor, em Exmouth, Devon, em 23 de abril de 1941. Ele participou da Escola de Oxford de St Edward, e sua carreira de radiodifusão começou em Hong Kong. Enquanto visitava lá como baixista com um grupo de jazz, ele ganhou um emprego em uma estação de rádio local como um comentarista esportivo, então como locutor e, finalmente, como um disc jockey. Ele permaneceu neste posto por quatro anos. Em julho 1965 Stewart tornou-se um DJ na estação offshore da Radio London e foi seu chefe DJ no momento em que fechou em 14 de agosto de 1967. 

### Carreira com a BBC Radio e Televisão
Em 1967, Stewart se tornou um dos primeiros DJs para se juntar a BBC Radio 1, apresentando Happening Sunday e What's New. Em 1968, Stewart assumiu o fim de semana manhã Junior Choice show, onde permaneceu por 12 anos. Em 1968 gravou o single de caridade "Eu gosto de meus brinquedos", um cover da música The Idle Race, como "Stewpot E Save the Children Fund Choir".

Em 1972, ele também apresentou Radio 1's Sunday Sport show. Uma semana no início de 1972, ele ficou na para Alan "Fluff" Freeman em Pick of the Pops, bem como sentado em para os gostos de David Hamilton e Terry Wogan através da década de 1970. Em 10 de setembro de 1973 Stewart se tornou o primeiro apresentador de programa de rádio da BBC 1. 
Stewart se tornou um apresentador regular do programa de televisão da BBC, Top of the Pops em 1971. Ele também apresentou o programa infantil Crackerjack 1973-1979, e teve uma vida curta programa de Ed e Zed.
Em 1980, Stewart mudou-se para BBC Radio 2, apresentando Family Favourites e o programa de tarde de semana 14:00-16:00. Ele foi retirado da Radio 2 line-up em outubro de 1983. Stewart disse que ficou "chocado e decepcionado" pela decisão da Radio 2 controlador Bryant Marriott não renovar o seu contrato.

### Rádio Comercial
Stewart mudou-se para a estação de rádio comercial Radio Mercury (agora Heart FM), por seis anos, apresentando seu show no meio da manhã.

### Volta a BBC
Stewart voltou BBC Radio 2, em 1991, a primeira apresentação de uma série de shows e, em seguida, uma tarde de regular show sábado durante todo o verão. Em 1992, ele mais uma vez apresentou tardes de segunda a sexta. Desta vez, o show foi transmitido 15:30 - cinco horas, antes de se mudar para 15:00-17:00, na primavera de 1996 e duas horas - cinco horas, na primavera de 1998. Em 1995, Stewart fez história rádio quando ele transmitiu seu Radio 2 show ao vivo a partir de as cimeiras de Ben Nevis e Snowdon, em auxílio da Cystic Fibrosis Trust. O guia sênior na subida, Wayne Naylor, disse na época que Ed Stewart tinha levado o seu próprio equipamento e foi acompanhado por sua esposa. 
No verão de 1999, Stewart foi retirado do slot de dia de semana à tarde, movendo-se para o seu show de domingo à noite a partir de cinco horas - sete horas. Na época, a palavra oficial foi de que Stewart tinha decidido ir em semi-aposentadoria, porém mais tarde ele revelou em sua autobiografia que ele foi retirado do programa da tarde pelo controlador Jim Moir.
Seu show de domingo foi uma mistura de música e bate-papo, além de 'letras e' ouvintes Where Are They Now? ", Um recurso que tenta reunir-se velhos amigos que perderam o contato entre si. Stewart deixou Radio 2 em Abril de 2006, não muito depois de sua autobiografia foi publicada no qual ele questionou a posição de seus colegas Sarah Kennedy e Johnnie Walker na rede. Walker substituiu-o nas tardes de domingo.
Stewart estava de volta para o 40th aniversário da Radio 2 domingo, 30 de setembro de 2007, hospedagem Junior Choice. Ele também foi ouvido na mostra Ken Bruce e Pop mestre no BBC Radio 2 na terça-feira 02 de outubro de 2007.
Stewart foi ouvido na BBC Radio 2 apresentando Júnior escolha na véspera de Natal na segunda-feira 24 de dezembro de 2007. Stewart hospedado novas edições do júnior Escolha no dia de Natal de 2008 a 2015. Stewart também sediou o show da tarde na BBC Radio Bristol por dois dias na corrida até ao Natal de 2001. 

### Outro trabalho na rádio
Em fevereiro de 2005, Stewart assumiu o show da tarde nos dias úteis em Spectrum FM, uma estação de rádio de língua Inglês que transmite para a Espanha.
Stewart foi ouvido em Big L 1395 cobrindo para David Hamilton em 18 de dezembro de 2006, e também em janeiro de 2007. Ele também coberto por Mike Read lá em março de 2007. Ele apresentou shows especiais no Classic Gold no dia de Natal de 2006, Dia de Ano Novo 2007 e também do dia de maio Bank Holiday segunda-feira de 2007. Ele fez uma demonstração de manhã um fora domingo (dez horas - duas horas) em KCFM em setembro de 2008. Ele também ficou em para Shaun Tilley em seu programa "Eu não ouvi isso há muito tempo" (14:00 pm-16:00) aos domingos no KCFM 2008/9. 
De fevereiro de 2009 a setembro de 2009 Stewart poderia ser ouvido apresenta no sábado e domingo manhã entre 9h00 e meio-dia na estação de rádio internet Wight FM (esta era a voz rastreados).
Stewart também se levantou por Shaun Tilley no show em rede Os Anos Gráfico retro por uma semana em agosto de 2009 e novamente em 2010. Ele também aparece em outro de Shaun Tilley da mostra O Top 40 Mostrar Vintage, que sai em várias estações locais da BBC sobre domingos às 17:00.
Em 2014, ele participou de uma semana na BBC Radio Legends Sussex e BBC Surrey.

## Look-inMagazine
Por muitos anos, Stewart foi a figura de proa para a revista Look-in para crianças, o "Junior TV Times". Começando em 1971 com um recurso em um dia em sua vida, ele foi trazido como um regular com um recurso chamado "'Stewpots Look-out", que mais tarde tornou-se "' Stewpots Newsdesk". Eles também usaram seu nome em outros recursos, como "StarChart de Stewpot". Newsdesk terminou em 1980, assim como a associação de Stewart com a revista. 

## Cameo
A voz masculina dizendo "Com licença, posso ter o prazer desta dança?" em 1973 no single Won't Somebody Dance with Me  por Lynsey de Paul pertencia a Ed Stewart.

## Vida Pessoal
Dois interesses principais de Stewart foram jogar golfe (muitas vezes ele encontrou ouvintes de seu programa que se voluntariaram para caddie para ele) e futebol; ele era um defensor do Everton FC
Stewart conheceu sua esposa quando ela tinha 13 anos e era 31; chegar a casa de seus pais, ele foi "recebidos na porta pelo que só posso descrever como uma aparição de 13 anos de idade. Ela estava simplesmente deslumbrante." O casal se casou quatro anos depois e se divorciaram em 2006. O casal teve uma filha e um filho.
Ele era um amigo próximo de Max Bygraves. Em Bygraves morte em 2012 ele recordou-o como um "talento único" cujo habilidades como comediante, ator e cantor "trouxe um monte de prazer para muitas pessoas." 

Stewart também foi um defensor e apoiante de Phab Ltd, uma operação de caridade na Inglaterra e no País de Gales, que promove a inclusão de crianças e adultos com deficiência. Stewart participou de eventos anuais realizadas para aumentar a conscientização do trabalho de Phab.

## Morte
Stewart morreu com a idade de 74 anos em 9 de Janeiro de 2016 no hospital em Bournemouth na sequência de um acidente vascular cerebral.

## Autobiografia
- Stewart, Ed (2005), Ed Stewart: Out Of The Stewpot: My Autobiography, John Blake Publishing, ISBN 978-1-84454-086-0